# Grace and Frankie
Grace and Frankie is een Amerikaanse televisieserie uit 2013 ontwikkeld door Marta Kauffman en Howard J. Morris voor de streamingdienst Netflix. Het eerste seizoen werd, met alle dertien afleveringen tegelijk, vrijgegeven op Netflix op 8 mei 2015. Het tweede, derde en vierde seizoen werden vrijgegeven op respectievelijk 6 mei 2016, 24 maart 2017 en 19 januari 2018. De serie werd al voor talloze prijzen genomineerd, echter is het tot nog toe alleen Jane Fonda gelukt om een prijs winnen; voor beste actrice op de OFTA Awards van 2015.

## Verhaal
Zolang ze zich kunnen herinneren, liggen Grace (Jane Fonda) en Frankie (Lily Tomlin) met elkaar overhoop. Maar hun relatie verandert plotseling als ze horen dat hun echtgenoten Robert (Martin Sheen) en Sol (Sam Waterston) op elkaar verliefd zijn geworden en om een scheiding vragen, zodat ze met elkaar kunnen trouwen. Als de wereld van de vrouwen uit elkaar valt, is het enige waar ze echt op kunnen bouwen: elkaar.

## Hoofdrollen
| Acteur             | Rol                         | Seizoen 1 | Seizoen 2 | Seizoen 3 | Seizoen 4 | Seizoen 5 | Seizoen 6 | totaal |
| ------------------ | --------------------------- | --------- | --------- | --------- | --------- | --------- | --------- | ------ |
| Jane Fonda         | Grace Hanson                | 13 Afl    | 13 Afl    | 13 Afl    | 13 Afl    | 13 Afl    | 13 Afl    | 78 Afl |
| Lily Tomlin        | Frances 'Frankie' Bergstein | 13 Afl    | 13 Afl    | 13 Afl    | 13 Afl    | 13 Afl    | 13 Afl    | 78 Afl |
| Sam Waterston      | Sol Bergstein               | 12 Afl    | 12 Afl    | 13 Afl    | 13 Afl    | 12 Afl    | 13 Afl    | 76 Afl |
| Martin Sheen       | Robert Hanson               | 13 Afl    | 12 Afl    | 13 Afl    | 13 Afl    | 12 Afl    | 13 Afl    | 77 Afl |
| Brooklyn Decker    | Mallory Hanson              | 8 Afl     | 6 Afl     | 12 Afl    | 11 Afl    | 10 Afl    | 12 Afl    | 60 Afl |
| June Diane Raphael | Brianna Hanson              | 11 Afl    | 9 Afl     | 12 Afl    | 12 Afl    | 12 Afl    |           | 68 Afl |
| Ethan Embry        | Coyote Bergstein            | 11 Afl    | 10 Afl    | 10 Afl    | 9 Afl     | 10 Afl    |           | 51 Afl |
| Baron Vaughn       | Nwabudike 'Bud' Bergstein   | 10 Afl    | 11 Afl    | 10 Afl    | 10 Afl    | 11 Afl    |           | 53 Afl |

| Acteur                | rol                          | seizoen 1 | seizoen 2 | seizoen 3 | seizoen 4 | seizoen 5 | totaal |
| --------------------- | ---------------------------- | --------- | --------- | --------- | --------- | --------- | ------ |
| Ernie Hudson          | Jacob                        | 2 Afl     | 4 Afl     | 6 Afl     | 3 Afl     | 17 Afl    |        |
| Tim Bagley            | Peter                        | 2 Afl     | 1 Afl     | 5 Afl     | 5 Afl     | 8 Afl     | 21 Afl |
| Peter Cambor          | Barry                        | 2 Afl     | 1 Afl     | 3 Afl     | 6 Afl     | 5 Afl     | 18 Afl |
| Michael Charles Roman | Adam                         | 1 Afl     | 4 Afl     | 2 Afl     | 1 Afl     | 2 Afl     | 10 Afl |
| Brittany Ishibashi    | Erica                        | 1 Afl     | 2 Afl     | N.V.T     | 1 Afl     | N.N.B     | 4 Afl  |
| Geoff Stults          | Mitch                        | 3 Afl     | N.V.T     | 1 Afl     | N.V.T     | N.N.B     | 4 Afl  |
| Craig T. Nelson       | Guy                          | 5 Afl     | N.V.T     | N.V.T     | N.V.T     | N.N.B     | 5 Afl  |
| Marsha Mason          | Arlene                       | N.V.T     | 1 Afl     | 1 Afl     | 4 Afl     | 1         | 7 Afl  |
| Swoosie Kurtz         | Janet                        | N.V.T     | 1 Afl     | N.V.T     | 1 Afl     | N.N.B     | 2 Afl  |
| Sam Elliott           | Phil Milstein                | N.V.T     | 4 Afl     | N.V.T     | N.V.T     | N.V.T     | 4 Afl  |
| Lindsey Kraft         | Allison Giampietro-Smikowitz | N.V.T     | N.V.T     | 4 Afl     | 6 Afl     | 3 Afl     | 10 Afl |
| Megan Ferguson        | Nadia                        | N.V.T     | N.V.T     | 1 Afl     | 2 Afl     | N.N,B     | 3 Afl  |
| Peter Gallagher       | Nick Skolka                  | N.V.T     | N.V.T     | 2 Afl     | 4 Afl     | 5 Afl     | 12 Afl |
| Jack Plotnick         | Paul                         | N.N.B     | N.N.B     | 4 Afl     | 2 Afl     | N.N.B     | 6 Afl  |
| Lisa Kudrow           | Sheree                       | N.V.T     | N.V.T     | N.V.T     | 3 Afl     | N.N.B     | 3 AFL  |
| Talia Shire           | Teddie                       | N.V.T     | N.V.T     | N.V.T     | 2 Afl     | N.N.B     | 2 Afl  |
| Mark Deklin           | Roy                          | N.V.T     | N.V.T     | N.V.T     | 3 Afl     | 1         | 4 Afl  |

## Afleveringen
| Seizoen | Afleveringen | Uitgebracht      |
| ------- | ------------ | ---------------- |
| 1       | 13           | 8 mei 2015       |
| 2       | 13           | 6 mei 2016       |
| 3       | 13           | 24 maart 2017    |
| 4       | 13           | 19 januari 2018  |
| 5       | 13           | 18 januari 2019  |
| 6       | 13           | 15 januari 2020  |
| 7       | 4            | 13 augustus 2021 |